# Clytorhynchus nigrogularis
Clytorhynchus nigrogularis là một loài chim trong họ Monarchidae.